# Charentonne
Charentonne – rzeka we Francji, przepływająca przez tereny departamentów Eure i Orne, o długości 63 km. Stanowi dopływ rzeki Risle.